# 霞江河
霞江河也作虾酱河，位于中华人民共和国内蒙古自治区东南部的一条河流，发源于乌兰察布市察哈尔右翼后旗锡勒乡石窑沟村西北的锡勒脑包，蜿蜒向东南流经石窑沟村（原石窑沟乡），于共联村以北转东北流，经白音察干镇霞江河村（原霞江河乡）、贲红镇曹不罕村、石门口水库、高玉梁村、商都县三大顷乡陈家村、田家卜村等地，最后于察哈尔右翼后旗前生更营子东北汇入碱海子。河长66.5千米，流域面积597.68平方千米，河道平均比降4.5‰。